# Prospalta paraspicea
Prospalta paraspicea är en fjärilsart som beskrevs av De Joannis 1928. Prospalta paraspicea ingår i släktet Prospalta och familjen nattflyn. Inga underarter finns listade i Catalogue of Life.